# Neuchâtelsjön

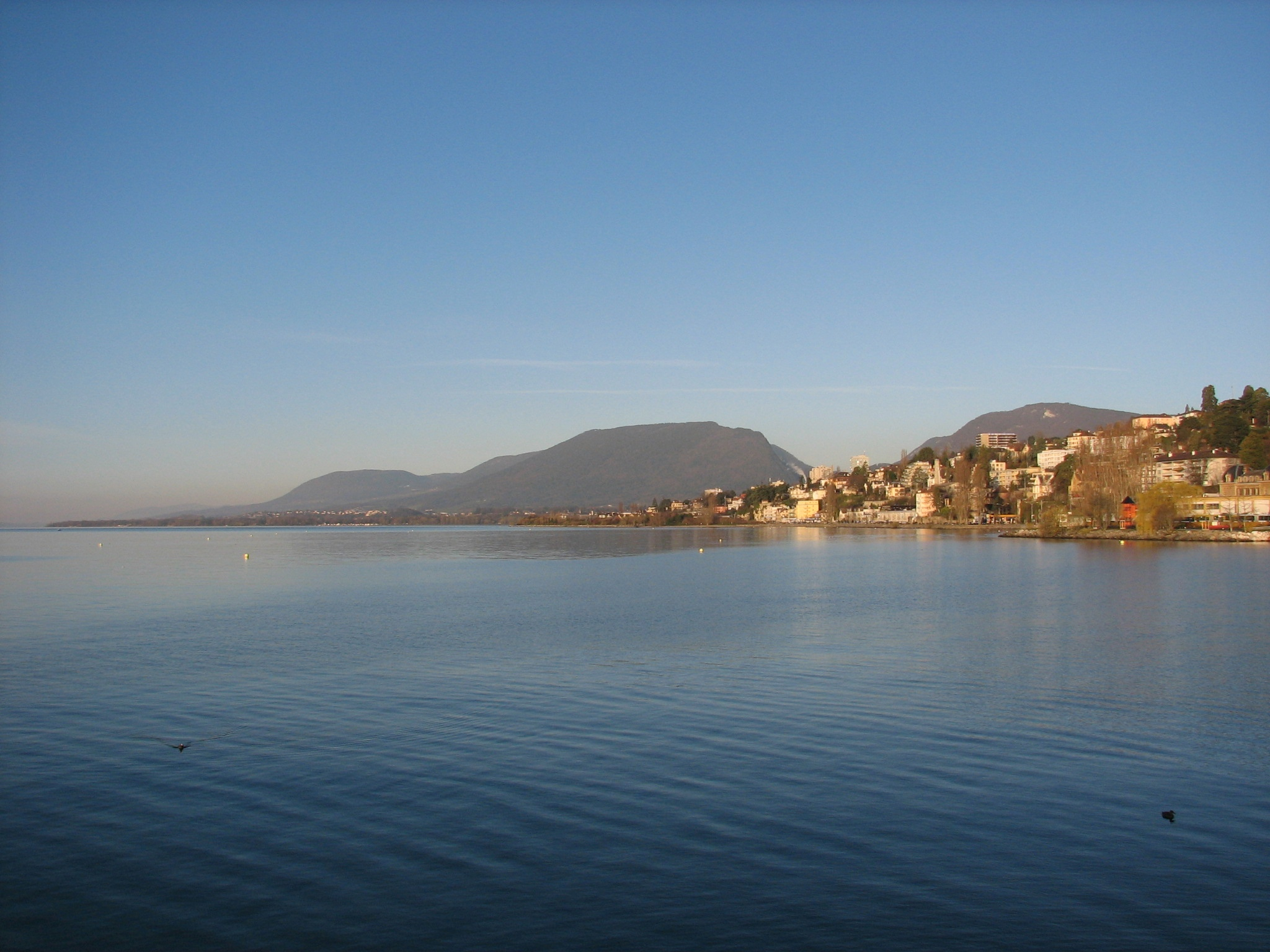
Neuchâtelsjöns västsida. I bakgrunden Montagne de Boudry

Neuchâtelsjön (franska Lac de Neuchâtel; tyska Neuenburgersee) är en insjö i kantonerna Neuchâtel, Vaud, Fribourg och Bern i västra Schweiz.
Neuchâtelsjön har en areal av 218,3 km², och är därmed den största av de insjöar som i sin helhet ligger i Schweiz. Den är som mest 153 meter djup och dess yta ligger 429 meter högre än havets. 
Sjöns viktigaste tillflöden är Zihl, Broyekanalen och Areuse. Den avvattnas genom Zihlkanalen till Bielsjön vilken avvattnas av Aare. Då Zihlkanalen anlades 1878, sänktes sjöns nivå med två meter, varvid ett stort antal pålbyggnader påträffades vid sjöns stränder. Mellan 1962 och 1973 sänktes ytan ytterligare en meter. Genom sänkningarna blev tidigare våtmarker (Grand-Marais, Grosses Moos) vid sjöns nordostände goda jordbruksmarker. Samtidigt uppstod nya våtmarker, la Grande Cariçaie, längs sjöns östra och södra stränder.
Städerna Neuchâtel, Yverdon-les-Bains och Estavayer-le-Lac ligger vid Neuchâtelsjön.

## Historik
Jägarboplatser vid sjöns nordände har daterats till ca. 13 000 f.Kr. Under det 5:e årtusendet f. Kr. blev jordbruk och boskapsskötsel vanliga i omgivningen.
Under romartiden var Eburodunum, nuvarande Yverdon-les-Bains, den enda större orten vid sjön. Från galloromersk tid till mitten av 1800-talet var sjöfarten mellan Yverdon och Solothurn betydande.

### Historiska namn
Sjön omnämns år 998 som laci everdunensis / Lac d'Yverdon (Yverdonsjön), ett namn som användes fram till slutet av 1700-talet. Andra namn var Lac d'Estavayer (under 1100-1300-talen) och Lac de Cudrefin (1319). Först under 1700-talet, när stadens och grevarnas av Neuchâtel betydelse ökade, blev nuvarande namn vanligt.

## Nyttjande
Neuchâtelsjön är ett viktigt rekreationsområde med badplatser, vattensport och passagerarsjöfart. År 2008 fångade yrkesfisket 324 ton fisk.